# Primo viaggio di Cristoforo Colombo
Il primo viaggio di Cristoforo Colombo portò il navigatore genovese ad arrivare in un continente allora sconosciuto agli europei; per questo motivo nella storiografia più datata, con un'ottica eurocentrica, si dice che questo viaggio portò alla scoperta dell'America.

## Equipaggio
Le imbarcazioni della prima spedizione, definite caravelle erano:
- Niña, una caravella di 100 tonnellate,[2] al comando di Vicente Yáñez Pinzón,[3] e, come pilota, Sancho Ruiz, con a bordo 24 persone;[4]
- Pinta, una caravella di 140 tonnellate, che insieme alla Niña fu l'imbarcazione richiesta alla città di Palos de la Frontera, da ordine del 23 maggio 1492, come segno di riscatto per varie accuse più o meno fondate[5], con capitano Martín Alonso Pinzón[3] e pilota Rafael Sarmiento; in totale salirono a bordo 27 persone;[4]
- Santa María, di proprietà di Juan de la Cosa; l'imbarcazione era chiamata inizialmente Gallega in quanto costruita in Galizia, e fu lo stesso Colombo a darle il nome di Santa María[6]. Si trattava di una nau di 150 tonnellate, capitanata da Colombo, sulla quale salirono 39 persone.

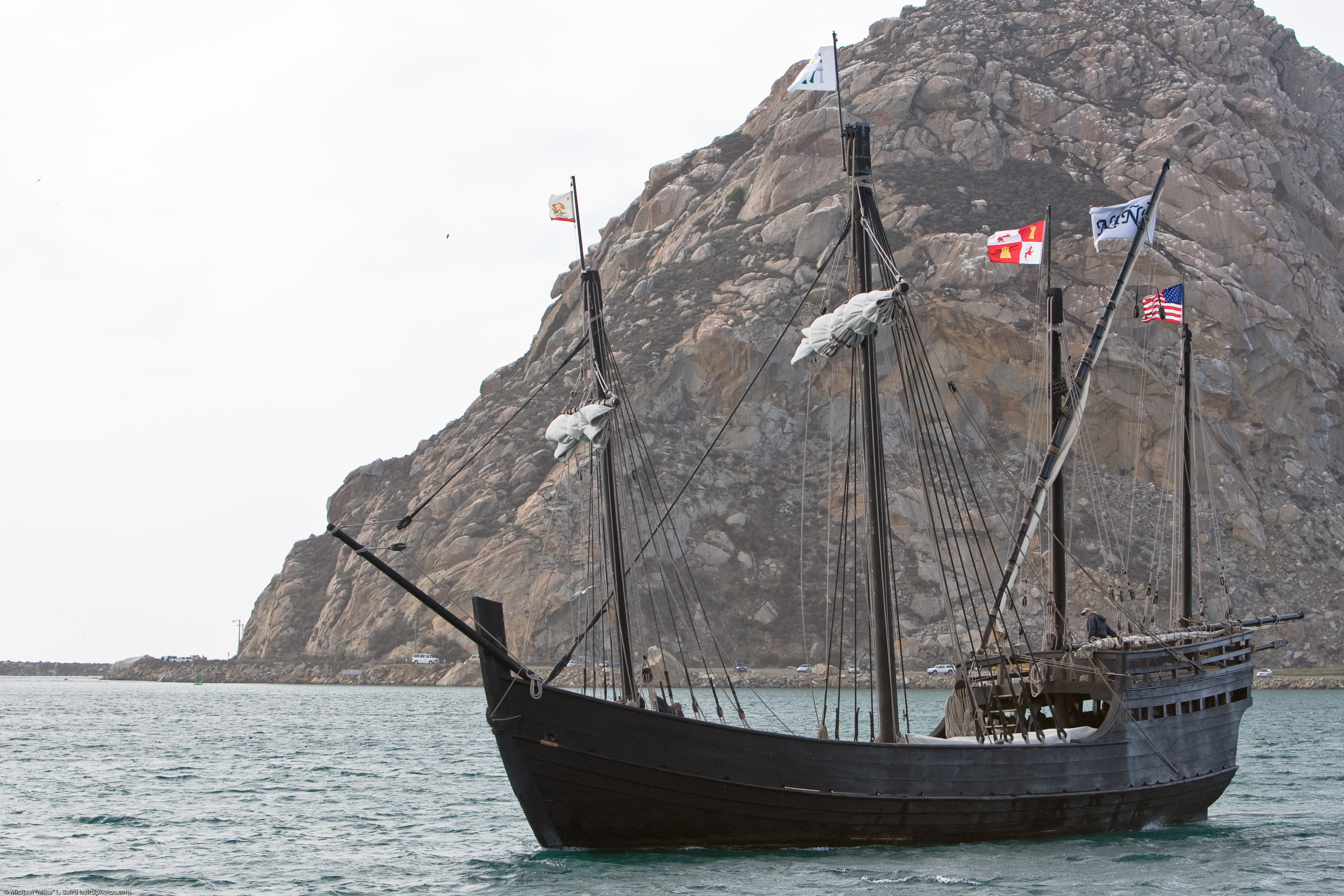
Replica della Niña
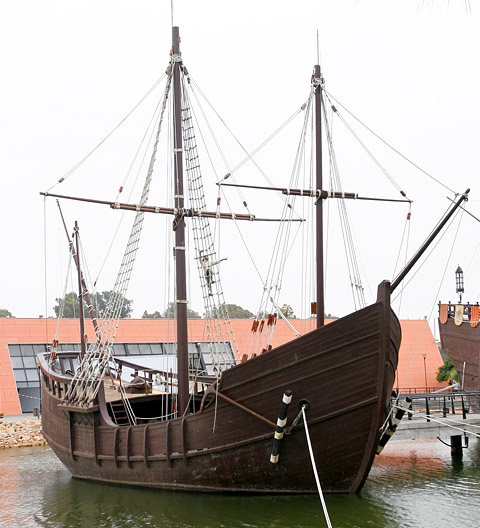
Replica della Pinta, a Palos de la Frontera.
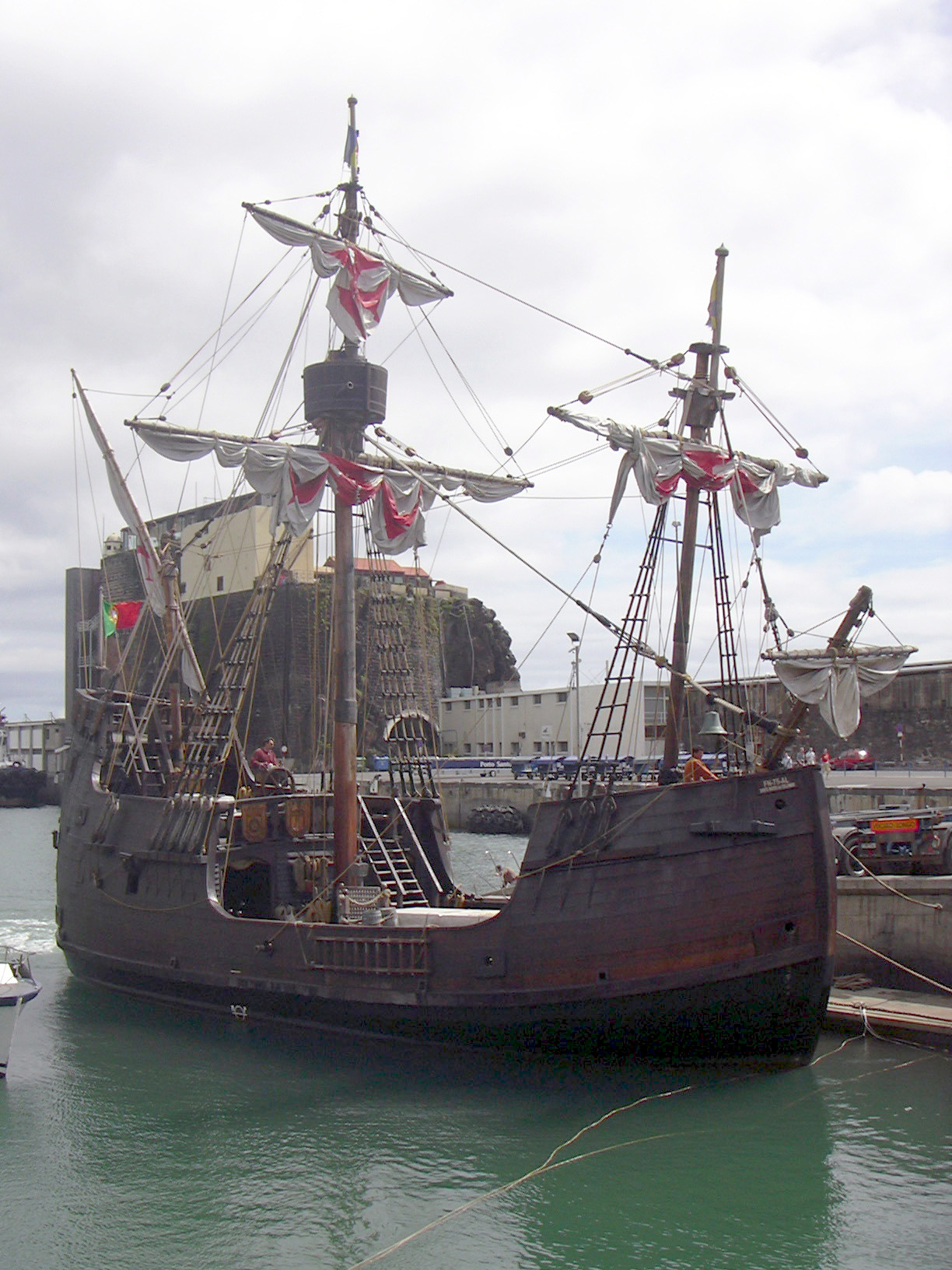
Replica della Santa María

Nel reclutare i marinai, 90 in tutto, Colombo fu aiutato da Martin Pinzón che godeva di ottima fama nella città. Il pilota della flotta era il cantabrico Juan de la Cosa.

## Il viaggio

### Viaggio di andata

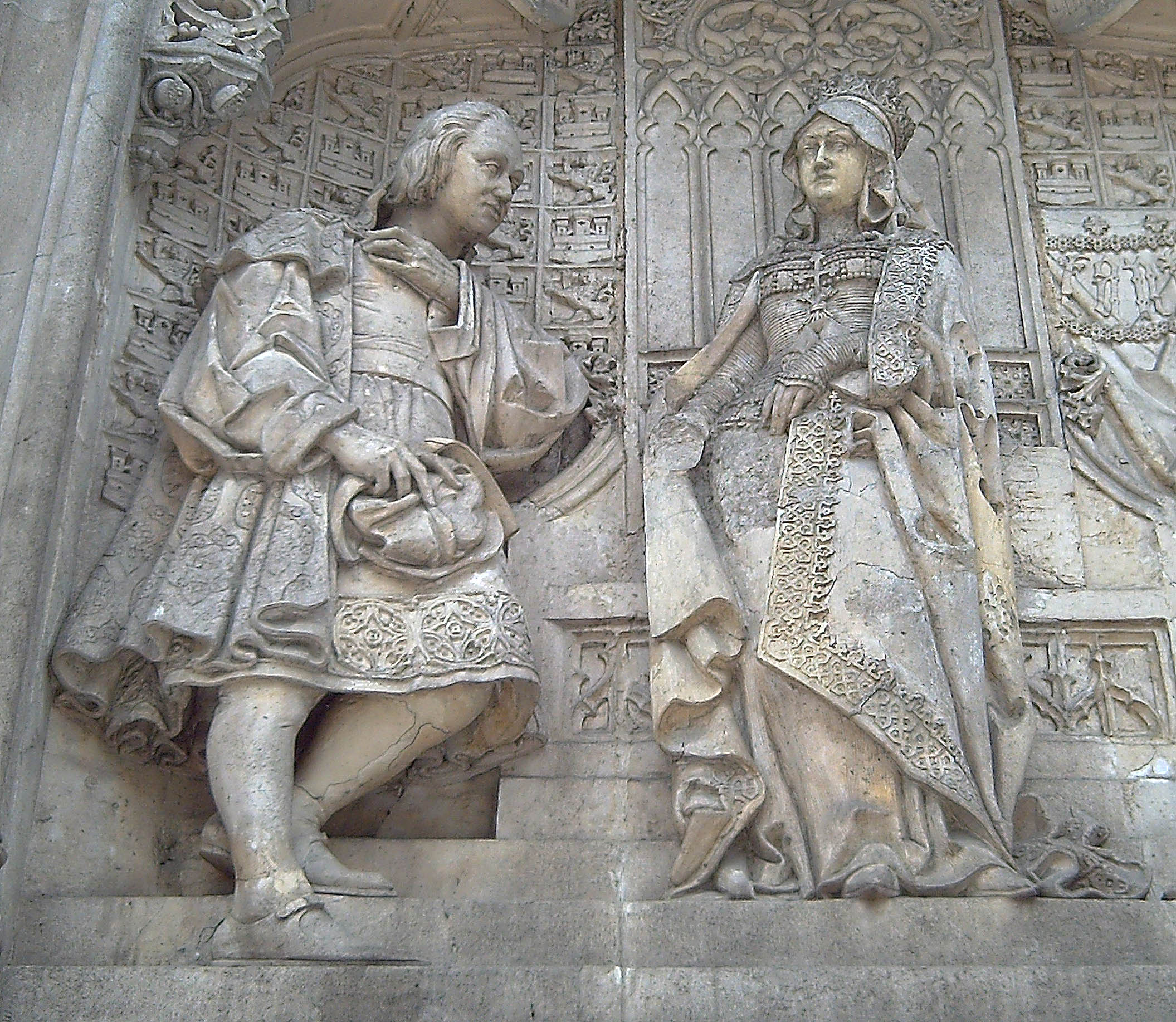
Incontro fra Colombo e la regina Isabella di Castiglia

Prima di salpare furono imbarcati viveri per un anno e mercanzia da scambiare con eventuali indigeni. Colombo volle Luis de Torres come interprete, e Diego de Arana come ufficiale di polizia della flotta. La partenza avvenne alle sei del mattino del 3 agosto 1492 da Palos de la Frontera. Il diario di bordo andò perduto e le uniche informazioni ci provengono indirettamente dai testi di Las Casas. La flotta procedette verso le Isole Canarie. Il 6 agosto 1492 si ruppe il timone della Pinta e si credette ad un'opera di sabotaggio. Pinzòn lo riparò, ma il giorno seguente un altro incidente costrinse le navi a trovare riparo per le riparazioni. Della Pinta si era persa traccia e si stava pensando ad un'altra nave in sostituzione, ma l'idea non venne attuata. La flotta fece dunque scalo di circa un mese a La Gomera, isola governata da Beatriz de Bobadilla, signora di La Gomera (nipote di Beatriz de Bobadilla), per rifornimenti e modifiche alla velatura.

Primo viaggio di Cristoforo Colombo

Le tre navi ripresero il largo il 6 settembre 1492, dal porto di San Sebastián. Spinte dagli alisei, dal 9 settembre 1492, le caravelle navigarono per un mese senza che i marinai riuscissero a scorgere alcuna terra. Durante quei giorni Colombo stesso osservò con stupore che le bussole indicavano il polo magnetico distaccandosi sempre di più dal nord geografico, allontanando le navi dalla corretta via, ma riuscì a superare tale ostacolo. In quei giorni, dopo aver superato le onde lunghe dell'Atlantico Colombo conferì attraverso una misteriosa carta con Martin Pinzón.
Gli uomini dell'equipaggio avevano iniziato a preoccuparsi già pochi giorni dopo la partenza, temendo che il soffiare incessante dei venti verso ovest avrebbe reso impossibile il ritorno. Il 16 settembre 1492 le caravelle entrarono nel Mar dei Sargassi, e Colombo approfittò dell'evidenza di alghe affioranti sul pelo dell'acqua, un fenomeno caratteristico di questo mare, per sostenere che tali vegetali erano sicuramente indizi dell'esistenza di terre vicine, e quindi tranquillizzare temporaneamente i suoi uomini. Col trascorrere dei giorni la tensione a bordo delle caravelle cresceva. Il 7 ottobre 1492 dalla Niña ci fu un falso allarme, un marinaio affermò di aver visto terra in lontananza, come qualche giorno prima aveva fatto Martin Pinzón; in entrambi i casi si trattava di miraggi.
Colombo decise di virare verso sud-ovest, avendo visto alcuni uccelli dirigersi verso quella direzione. Il 10 ottobre 1492 i marinai, che stanchi del lungo viaggio volevano tornare indietro, si lamentarono con il comandante, che riuscì a calmarli e forse ottenne, come si racconta, un accordo: se entro tre o quattro giorni le vedette non avessero scorto alcuna terra, le caravelle sarebbero tornate indietro, o si sarebbe deciso diversamente.
L'11 ottobre 1492, giovedì, ci furono diversi segnali positivi: passarono accanto alle caravelle in mare diversi oggetti fra cui un giunco, un bastone, un ramoscello con un fiore fresco. Soltanto la vicinanza di una terra emersa poteva giustificare questi ritrovamenti.

### Esplorazione

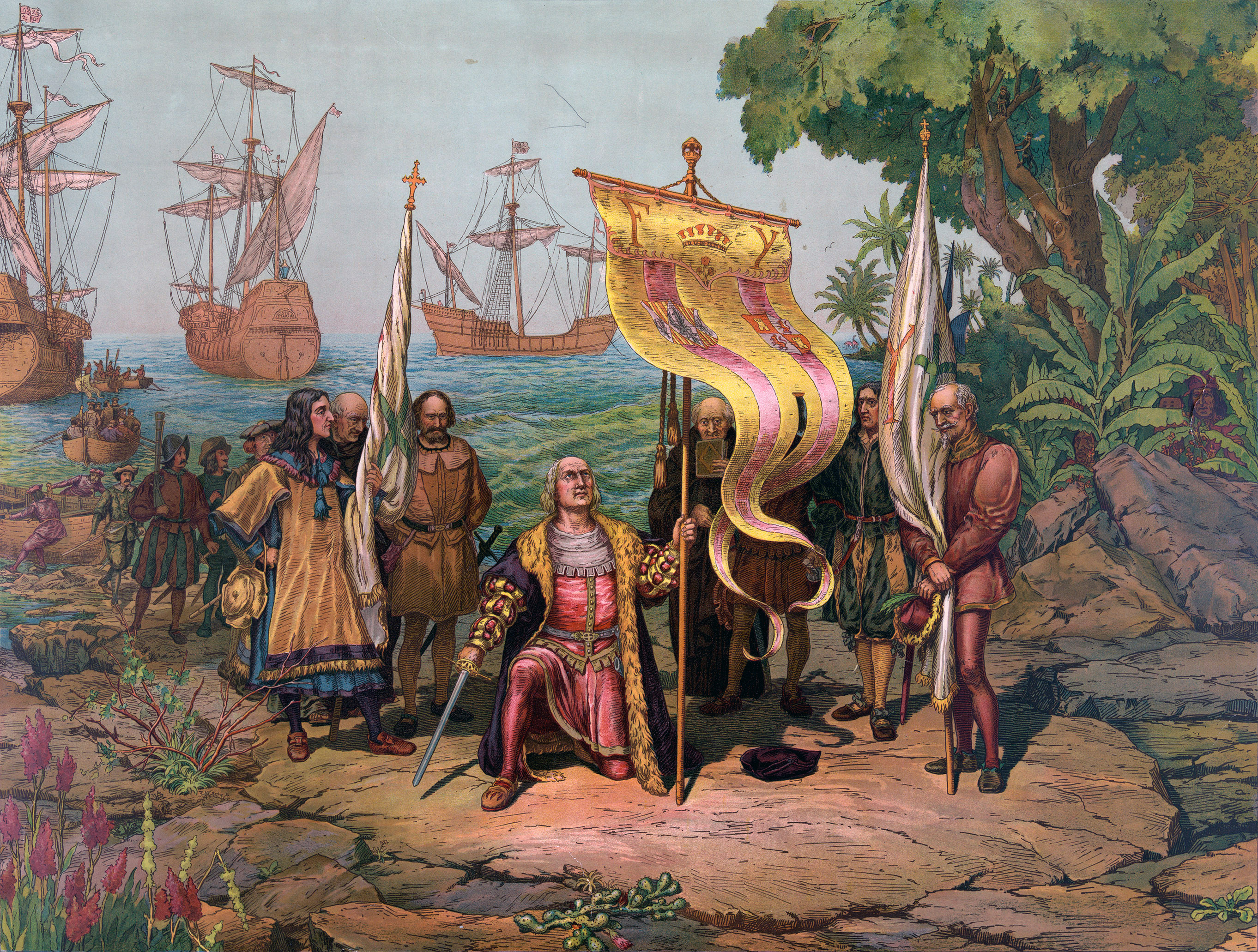
Colombo sbarcato nel Nuovo Mondo

La notte dell'11 ottobre 1492, come poi riportò sul diario di bordo, Colombo si disse convinto d'avere intravisto nel buio, in lontananza, una luce, "como una candelilla que se levava y se adelantaba". Finalmente, alle due di notte del 12 ottobre 1492, venerdì, Rodrigo de Triana, a bordo della Pinta, avvistò la terra, ma il premio in denaro promesso al primo che avvistava la terra andò a Colombo. Colombo decise di attendere il giorno; in questo modo le caravelle riuscirono a trovare un varco nella barriera corallina e a gettare l'ancora senza incidenti. 
All'alba si avvicinarono all'isola, ma trovarono un luogo adatto dove sbarcare solo verso mezzogiorno dello stesso 12 ottobre. Colombo sbarcò su un'isola, nella baia di Fernandez, con lui i due Pinzon, ufficiali, funzionari, Rodrigo de Segovia e con il notaio Rodrigo de Escobedo, il cui documento da lui redatto nell'occasione venne firmato da tutti i testimoni, a prova della presa di possesso di quel luogo battezzato per l'occasione San Salvador, chiamata dagli indigeni Guanahani.
Colombo e la sua ciurma furono accolti con grande cortesia e condiscendenza dai Taino, i nativi di etnia Arawak, abitanti dell'isola. Egli stesso, nella sua relazione, sottolinea più volte la gentilezza e lo spirito pacifico dei suoi ospiti:
(Cristoforo Colombo, prima relazione sul viaggio nel Nuovo Mondo, 14 marzo 1493)
L'esplorazione dell'isola non diede i risultati sperati, in quanto Colombo non trovò le ricchezze descritte da Marco Polo. Ripreso il mare, con sei indigeni che svolsero attività di interpreti e di guide, la sua spedizione esplorò prima alcune isole prive di fiumi (fra cui Santa María de la Concepción e Fernandina, scoperte rispettivamente il 15 ed il 17 ottobre e battezzate sempre da Colombo), poi la costa nord-orientale di Cuba, che Colombo pensò fosse dapprima il Giappone e poi la Cina.
La sera del 27 ottobre 1492 le caravelle di Colombo arrivano alla fonda della baia di Bariay a Cuba, nell'attuale provincia di Holguín. Il giorno successivo inviò il suo ammiraglio ad esplorare la terraferma. Nel diario di bordo di domenica 28 ottobre 1492 troviamo scritto: "Es la isla mas hermosa que ojos humanos hayan visto". Sicuro di trovarsi in Cina inviò un gruppo di uomini con l'interprete Luiz de Torres e Rodrigo de Xeres come ambasciatori; questi tornarono alcuni giorni dopo, il 5 novembre 1492, dopo aver trovato solo una povera città.

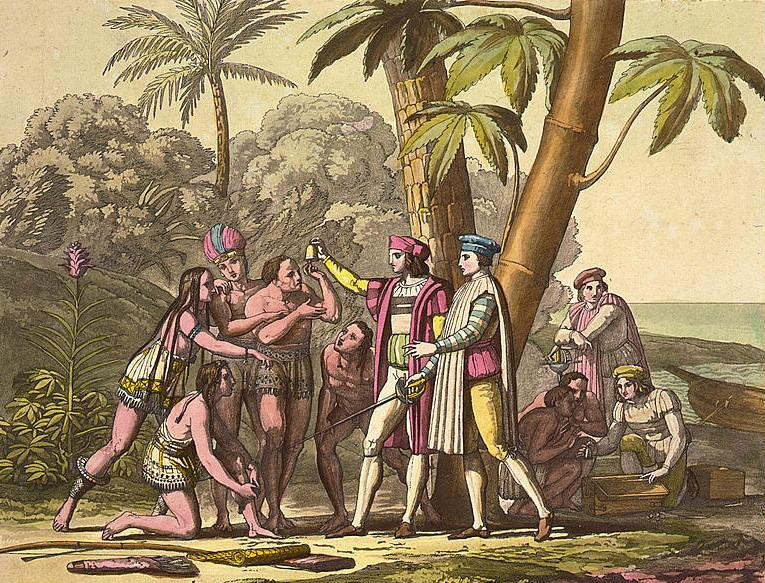
Incontro con gli indigeni, scambi di doni

Cercando l'oro Pinzon ricevette informazioni su una fantomatica isola chiamata Babeque e decise, dopo qualche tentativo con Colombo, di partire da solo con la Pinta; per quasi due mesi scomparve, mentre Colombo giunse nella baia di Tanamo e Baracoa. Successivamente Colombo esplorò la costa settentrionale di Haiti, raggiunta il 5 dicembre 1492, e la chiamò Hispaniola; approdò la sera del 6 dicembre chiamando il luogo, Puerto San Nicola. Di Pinzon non c'era ancora nessuna traccia. Cercò ancora l'oro giungendo in quella che chiamò Bahia de los Mosquitos, altro nome che sopravvisse nei secoli. Si parlò di un'isola a forma di tartaruga che il navigatore chiamò Tortuga. In quei giorni seppe di Cibao che confuse per Cipango. Superò quindi Capo d'Haiti.
Volendo festeggiare il Natale sbarcando nella terra sognata, Colombo cercò di sfruttare le brezze di terra, con l'ordine a Juan de la Cosa di tenere la barra del timone. Questi, stanco per le peripezie dei giorni precedenti, la lasciò ad un giovane mozzo per poi ritirarsi sottocoperta. Verso la mezzanotte del 25 dicembre 1492, a circa 250 metri di distanza dalla costa la Santa Maria andò in secco da prua, e l'ammiraglio svegliatosi ordinò di tonneggiare, gettando l'ancora che poi doveva essere trainata da un argano. Venne gettata in mare una lancia con tale scopo, su cui salì Juan de la Cosa che decise invece di dirigersi verso la Niña. L’ammiraglia dovette essere abbandonata: a nulla servirono gli ultimi sforzi di Colombo.
L'ammiraglio, dovendo abbandonare parte della sua ciurma, 39 persone in tutto, fece costruire un forte, La Navidad, costruito in parte con i relitti della Santa Maria a poche miglia dal luogo dell'incidente. I lavori vennero organizzati dal carpentiere Alonso Morales, e venne lasciata una lancia come mezzo di trasporto. Gli indigeni lo avvisarono dell'avvistamento della Pinta il 27 dicembre 1492, a nulla servì il messaggio che cercò di inviargli. Il 4 gennaio 1493 cercò di incontrare l'altra caravella dispersa; il 5 gennaio 1493 sbarcarono in un luogo chiamato dal navigatore Monte Christi; la sera incontrò Martin Pinzon che si giustificò dicendo di essersi perso nella nebbia. Il marinaio affermò di essere stato senza successo a Babeque, ma di aver fatto scambi proficui con Caonabò.
Prima del ritorno decisero di trarre in secco le due caravelle, a Capo Samanà, per opere di manutenzione. Il 13 gennaio 1493 furono attaccati da una tribù a loro ostile, che Colombo credette fossero i Caribe, armati di arco e frecce. In quegli scontri non ci furono morti ma soltanto feriti, per cui Colombo decise quindi di partire poche ore prima dell'alba del 16 gennaio 1493 da quella che chiamò baia delle Frecce.

### Viaggio di ritorno
Il 6 febbraio 1493 ci fu una discussione circa l'attuale posizione della nave.
Sino al 12 febbraio 1493, la navigazione procedette tranquilla, poi si registrò una forte tempesta che durò tre giorni. Colombo scrisse su alcuni fogli l'accaduto per tramandare ai posteri, li rinchiuse in un barile e li gettò in mare, ma non furono mai ritrovati. Nel suo giornale di bordo Colombo raccontò come lui e i suoi uomini fecero voto di recarsi in pellegrinaggio presso tre santuari mariani in cambio della protezione della Vergine, uno di questi era il Santuario di Loreto dove si recò un marinaio estratto a sorte (Pedro de Villa). Nella cupola della basilica di Loreto la visita è stata immaginata dal pittore Cesare Maccari.
La tempesta lo spinse ad attraccare alle Azzorre, sull'isola di Santa Maria, dove il governatore locale Joao de Castanheira inizialmente non credette alle parole del navigatore, temendo si trattasse di traffici illeciti sulle sue coste. Colombo riuscì a ripartire il 24 febbraio 1493 arrivando a Restelo, nei pressi di Lisbona, il 4 marzo 1493 dello stesso anno. Rui de Pina, umanista portoghese alla corte di Giovanni II, scrisse del suo arrivo in Portogallo: 
L'8 marzo 1493 Colombo venne invitato dal re alla corte portoghese. Durante il viaggio si fermò l'11 marzo 1493, per ordine della regina Eleonora, per visitarla ed informarla al Convento de Santo António dos Capuchos, vicino Vila Franca de Xira. Dopo essere stato ricevuto dal re Giovanni II a Vale do Paraíso, vicino Azambuja. Martin Pinzon intanto era giunto a Baiona nel golfo di Biscaglia nei primi di marzo; giunto nella sua casa di campagna morì dopo cinque giorni.
Successivamente, il 15 marzo 1493, dopo aver doppiato il Capo di San Vincenzo, Colombo giunse via mare a Palos. Qui l'ammiraglio, che aveva portato con sé un po' di oro, tabacco e alcuni pappagalli da offrire ai sovrani, quali segni tangibili delle potenzialità delle "isole dell'India oltre il Gange", condusse anche dieci indiani Taino catturati. Così l'ammiraglio annotava nella sua relazione, consegnata al tesoriere del Re il 30 aprile 1493:
(Cristoforo Colombo, ibidem)
Furono giorni di festa, nella città di Siviglia, Cordova, Barcellona, dove giunse il 20 aprile 1493. L'incontro con i reali, durato più di un'ora, fu tutto un susseguirsi di domande. Al termine, entrarono nella cappella di Sant'Anna per celebrare il Te Deum e poi consumarono un pranzo con il rito della salva, solitamente riservata alla stirpe di sangue reale. I sovrani, Isabella la regina di Castiglia ed il re di Aragona, che lo sollecitarono ad intraprendere un altro viaggio, credevano che egli fosse stato in Giappone. Uno dei nativi americani morì poco dopo l'arrivo.

## Conseguenze
Le conseguenze del viaggio furono:
- L'immediato divieto dei Re Cattolici ai loro sudditi di recarsi «nelle Indie» senza autorizzazione.
- Dall'arrivo di Colombo a Lisbona, tensione diplomatica tra il Portogallo e i monarchi cattolici. Il re Juan II minacciò persino di inviare uno squadrone al comando di Francisco de Almeida per prendere possesso delle isole scoperte da Colombo.
- Rapida diffusione in Europa della notizia dell'arrivo di Colombo nelle Indie attraverso una serie di lettere stampate.
- Ottenendo da parte degli ambasciatori dei Re Cattolici e religiosi a Roma della bolla Inter Caetera con la quale papa Alessandro VI concesse a Castiglia e León il monopolio delle terre scoperte ad ovest di un certo meridiano.
- Parallelamente alle trattative diplomatiche, la preparazione da parte di Colombo di una seconda spedizione nelle Indie, molto più grande in navi e uomini, che partì da Cadice il 25 settembre 1493.
- Accordo definitivo tra Portogallo e Castiglia e Aragona con la firma del Trattato di Tordesillas (1494), che delimitò i territori di entrambe le potenze nell'Atlantico mediante un meridiano diverso da quello delle Bolle alessandrine precedenti.

## Fonti primarie
Le principali fonti e testimonianze riguardanti il viaggio sono:
- Cristoforo Colombo, Lettera ai Reali di Spagna, 1493.
- Cristoforo Colombo, Giornale di bordo di Cristoforo Colombo, 1493.
- Nicola Scillacio, Delle isole del Mare Meridionale e Indiano recentemente scoperte, 1494.
- Fernando Colombo, Historie nelle quali s'ha particolare e vera relatione della vita e de' fatti dell'ammiraglio D. Cristoforo Colombo, suo padre. E dello scoprimento, ch'egli fece dell'Indie occidentali, dette Mondo Nuovo, hora possedute dal serenissimo Re cattolico, Venezia, Iseppo Prodocimo, 1678.